# Victor Covalenco
Victor Covalenco (n. 26 octombrie 1975, Dubăsari, RSS Moldovenească, URSS) este un atlet din Republica Moldova specializat pe proba de decatlon. El a reprezentat Moldova de două ori la Jocurile Olimpice, în 2004 și în 2008.

## Rezultate competitive
| An                                  | Competiție                          | Locație                             | Loc                                 | Note                                |
| Competitor pentru Republica Moldova | Competitor pentru Republica Moldova | Competitor pentru Republica Moldova | Competitor pentru Republica Moldova | Competitor pentru Republica Moldova |
| ----------------------------------- | ----------------------------------- | ----------------------------------- | ----------------------------------- | ----------------------------------- |
| 2004                                | Jocurile Olimpice                   | Atena, Grecia                       | 30                                  | Decatlon                            |
| 2008                                | Jocurile Olimpice                   | Beijing, China                      | NT                                  | Decatlon                            |